# Golfo di Orosei
Golfo di Orosei este o arie protejată (arie specială de conservare — SAC, sit de importanță comunitară — SCI, arie de protecție specială avifaunistică — SPA) din Italia întinsă pe o suprafață de 28.972 ha, din care 16 % marine.

## Localizare
Centrul sitului Golfo di Orosei este situat la coordonatele 40°09′40″N 9°36′25″E / 40.161111°N 9.606944°E.

## Înființare
Situl Golfo di Orosei a fost declarat sit de importanță comunitară în septembrie 1995 pentru a proteja 3 specii de plante și 97 de specii de animale. Alte tipuri de protecție:
- arie de protecție specială avifaunistică (în iulie 2009)[3]
- arie specială de conservare (în august 2019)[2][4][5]

## Biodiversitate
Situată în ecoregiunea mediteraneană, aria protejată conține 27 de habitate naturale: Phrygana endemică cu Euphorbio-Verbascion, Dune mobile cu vegetație embrionară, Râuri mediteraneene cu debit intermitent, cu specii de Paspalo-Agrostidion, Dehesas cu Quercus spp. perene, Păduri de Ilex aquifolium, Galerii și tufărișuri riverane sudice (Nerio-Tamaricetea și Securinegion tinctoriae), Bancuri de nisip acoperite în permanență slab de apă marină, Păduri mediteraneene de Taxus baccata, Păduri de Quercus ilex și Quercus rotundifolia, Straturi cu Posidonia (Posidonion oceanicae), Peșteri inaccesibile publicului, Grohotișuri termofile și vest-mediteraneene, Recifuri, Faleze cu vegetație de Limonium spp. endemic de pe coastele mediteraneene, Pante stâncoase calcaroase cu vegetație casmofită, Păduri de Olea și Ceratonia, Dune de pe litoral fixate cu Crucianellion maritimae, Peșteri marine scufundate complet sau parțial, Vegetație anuală la limita mareei, Dune mobile de-a lungul țărmului cu Ammophila arenaria („dune albe”), Golfuri mici largi și golfuri puțin adânci, Dune cu vegetație ierboasă Brachypodietalia cu specii anuale, Matorral arborescenți cu Juniperus spp., Tufărișuri termo-mediteraneene și de pre-deșert, Formațiuni scunde de Euphorbia în apropierea falezelor, Păduri aluvionare cu Alnus glutinosa și Fraxinus excelsior (Alno-Padion, Alnion incanae, Salicion albae), Pseudostepă cu ierburi și specii anuale de Thero-Brachypodietea.
La baza desemnării sitului se află mai multe specii protejate:
- plante (3): Brassica insularis, Carex panormitana, Centranthus amazonum
- păsări (81): uliu porumbar (Accipiter gentilis arrigonii), uliu păsărar (Accipiter nisus), ciocârlie-de-câmp (Alauda arvensis), pescăruș albastru (Alcedo atthis), Alectoris barbara, rață mare (Anas platyrhynchos), fâsă-de-câmp (Anthus campestris), fâsă de luncă (Anthus pratensis), fâsă de pădure (Anthus spinoletta), fâsă de pădure (Anthus trivialis), lăstunul mare (Apus apus), Apus pallidus, acvilă de munte (Aquila chrysaetos), șorecarul comun (Buteo buteo), Calonectris diomedea, caprimulg (Caprimulgus europaeus), sticlete (Carduelis carduelis), florinte (Chloris chloris), șerpar (Circaetus gallicus), erete de stuf (Circus aeruginosus), erete vânăt (Circus cyaneus), erete cenușiu (Circus pygargus), botgros (Coccothraustes coccothraustes), porumbel de scorbură (Columba oenas), porumbel gulerat (Columba palumbus), dumbrăveancă (Coracias garrulus), prepeliță (Coturnix coturnix), cuc (Cuculus canorus), lăstun de casă (Delichon urbicum), egretă mică (Egretta garzetta), presură sură (Emberiza calandra), măcăleandru (Erithacus rubecula), Falco eleonorae, șoim călător (Falco peregrinus), vânturel roșu (Falco tinnunculus), cinteză (Fringilla coelebs), lișiță (Fulica atra), becațină comună (Gallinago gallinago), găinușă de baltă (Gallinula chloropus), rândunică (Hirundo rustica), sfrâncioc roșiatic (Lanius collurio), sfrâncioc cu cap roșu (Lanius senator), Larus audouinii, Larus michahellis, câneparul (Linaria cannabina), ciocârlie de pădure (Lullula arborea), privighetoare (Luscinia megarhynchos), prigoare (Merops apiaster), mierlă albastră (Monticola solitarius), codobatură de munte (Motacilla cinerea), muscar sur (Muscicapa striata), pietrar sur (Oenanthe oenanthe), ciuf-pitic (Otus scops), vultur pescar (Pandion haliaetus), viespar (Pernis apivorus), Phalacrocorax aristotelis desmarestii, codroș de munte (Phoenicurus ochruros), codroșul de pădure (Phoenicurus phoenicurus), Ptyonoprogne rupestris, Puffinus yelkouan, mărăcinar negru (Saxicola torquatus), sitar de pădure (Scolopax rusticola), chiră de baltă (Sterna hirundo), turturică (Streptopelia turtur), silvie cu cap negru (Sylvia atricapilla), silvie roșcată (Sylvia cantillans), Sylvia cantillans moltonii, Sylvia conspicillata, silvie mediteraneană (Sylvia melanocephala), Sylvia sarda, silvie de tufiș (Sylvia undata), Tachymarptis melba, fluierarul de zăvoi (Tringa ochropus), pănțărușul (Troglodytes troglodytes), sturzul viilor (Turdus iliacus), mierlă (Turdus merula), sturz-cântător (Turdus philomelos), mierlă gulerată (Turdus torquatus), sturzul de vâsc (Turdus viscivorus), pupăză (Upupa epops), nagâț (Vanellus vanellus)
- amfibieni (2): Discoglossus sardus, Speleomantes supramontis
- mamifere (8): liliac cârn (Barbastella barbastellus), liliac cu aripi lungi (Miniopterus schreibersii), foca-călugăr (Monachus monachus), liliac cu picioare lungi (Myotis capaccinii), Myotis punicus, muflon (Ovis aries musimon), liliacul mare cu potcoavă (Rhinolophus ferrumequinum), liliacul mic cu potcoavă (Rhinolophus hipposideros)
- nevertebrate (2): croitorul mare al stejarului (Cerambyx cerdo), Papilio hospiton
- pești (1): salmo cettii (Salmo cetti)
- reptile (3): Caretta caretta, țestoasa de baltă (Emys orbicularis), Euleptes europaea

Pe lângă speciile protejate, pe teritoriul sitului au mai fost identificate 81 de specii de plante, 17 specii de păsări, 3 specii de amfibieni, 9 specii de mamifere, 5 specii de nevertebrate, 12 specii de reptile.